# Oberleitungsbus Kaiserslautern
| Obus 115 vom Typ HS 160 OSL-G im Januar 1979 |         |                                      |                                      |
| Streckenlänge: | 11,1 km |                                      |                                      |
| |         |                                      |                                      |
| \| \| \| Vogelweh \| \| \| \| \| Homburger Straße \| \| \| \| \| Am Belzappel \| \| \| \| \| Bahnheim West \| \| \| \| \| Bahnheim \| \| \| \| \| Neue Brücke \| \| \| \| \| Pfälzische Ludwigsbahn \| \| \| \| \| \| \| \| \| \| Lothringer Eck \| \| \| \| \| Lautertalbahn \| \| \| \| \| Waldstraße \| \| \| \| \| \| \| \| \| \| Klinikum Haupteingang \| \| \| \| \| Kammgarnstraße \| \| \| \| \| Pfaffplatz \| \| \| \| \| Marienkirche \| \| \| \| \| Fackelwoogstraße \| \| \| \| \| Fackelbrunnen \| \| \| \| \| Schillerplatz \| \| \| \| \| Synagogenplatz \| \| \| \| \| Apostelkirche \| \| \| \| \| Rathaus \| \| \| \| \| Stiftsplatz \| \| \| \| \| \| \| \| \| \| Kennedyplatz \| \| \| \| \| Messeplatz \| \| \| \| \| Altenwoogstraße \| \| \| \| \| Bahnstrecke Kaiserslautern–Enkenbach \| \| \| \| \| Donnersbergstraße \| \| \| \| \| Depot Stiftswaldstraße \| \| \| \| \| Friedhof \| \| \| \| \| 23er Kaserne \| \| \| \| \| \| \| \| \| \| \| \| \| \| \| Stiftswaldstraße \| \| \| \| \| Warmfreibad \| \| \| \| \| Daennerkaserne \| \| \| \| \| Real-Multi-Markt \| \| \| \| \| Abzweig Autobahn \| \| \| \| \| Panzerkaserne West \| \| \| \| \| Panzerkaserne Ost \| \| |         |                                      |                                      |
| U-Bahn-Kopfbahnhof Streckenanfang (Strecke außer Betrieb) |         | Vogelweh                             | Vogelweh                             |
| U-Bahn-Haltepunkt / Haltestelle (Strecke außer Betrieb) |         | Homburger Straße                     | Homburger Straße                     |
| U-Bahn-Haltepunkt / Haltestelle (Strecke außer Betrieb) |         | Am Belzappel                         | Am Belzappel                         |
| U-Bahn-Haltepunkt / Haltestelle (Strecke außer Betrieb) |         | Bahnheim West                        | Bahnheim West                        |
| U-Bahn-Haltepunkt / Haltestelle (Strecke außer Betrieb) |         | Bahnheim                             | Bahnheim                             |
| U-Bahn-Haltepunkt / Haltestelle (Strecke außer Betrieb) |         | Neue Brücke                          | Neue Brücke                          |
| U-Bahn-Kreuzung mit Eisenbahn geradeaus oben (Strecke geradeaus außer Betrieb) |         | Pfälzische Ludwigsbahn               | Pfälzische Ludwigsbahn               |
| |         |                                      |                                      |
| U-Bahn-Bahnhof (Strecke außer Betrieb) |         | Lothringer Eck                       | Lothringer Eck                       |
| U-Bahn-Kreuzung mit Eisenbahn geradeaus oben (Strecke geradeaus außer Betrieb) |         | Lautertalbahn                        | Lautertalbahn                        |
| U-Bahn-Haltepunkt / Haltestelle (Strecke außer Betrieb) |         | Waldstraße                           | Waldstraße                           |
| U-Bahn-Strecke von links (außer Betrieb) · U-Bahn-Abzweig geradeaus und nach rechts (Strecke außer Betrieb) |         |                                      |                                      |
| U-Bahn-Haltepunkt / Haltestelle (Strecke außer Betrieb) · U-Bahn-Strecke geradeaus (außer Betrieb) |         | Klinikum Haupteingang                | Klinikum Haupteingang                |
| U-Bahn-Strecke (außer Betrieb) · U-Bahn-Haltepunkt / Haltestelle (Strecke außer Betrieb) |         | Kammgarnstraße                       | Kammgarnstraße                       |
| U-Bahn-Haltepunkt / Haltestelle (Strecke außer Betrieb) · U-Bahn-Haltepunkt / Haltestelle (Strecke außer Betrieb) |         | Pfaffplatz                           | Pfaffplatz                           |
| U-Bahn-Haltepunkt / Haltestelle (Strecke außer Betrieb) · U-Bahn-Strecke geradeaus (außer Betrieb) |         | Marienkirche                         | Marienkirche                         |
| U-Bahn-Haltepunkt / Haltestelle (Strecke außer Betrieb) · U-Bahn-Strecke geradeaus (außer Betrieb) |         | Fackelwoogstraße                     | Fackelwoogstraße                     |
| U-Bahn-Haltepunkt / Haltestelle (Strecke außer Betrieb) · U-Bahn-Strecke geradeaus (außer Betrieb) |         | Fackelbrunnen                        | Fackelbrunnen                        |
| U-Bahn-Haltepunkt / Haltestelle (Strecke außer Betrieb) · U-Bahn-Strecke geradeaus (außer Betrieb) |         | Schillerplatz                        | Schillerplatz                        |
| U-Bahn-Haltepunkt / Haltestelle (Strecke außer Betrieb) · U-Bahn-Strecke geradeaus (außer Betrieb) |         | Synagogenplatz                       | Synagogenplatz                       |
| U-Bahn-Strecke (außer Betrieb) · U-Bahn-Haltepunkt / Haltestelle (Strecke außer Betrieb) |         | Apostelkirche                        | Apostelkirche                        |
| U-Bahn-Strecke (außer Betrieb) · U-Bahn-Haltepunkt / Haltestelle (Strecke außer Betrieb) |         | Rathaus                              | Rathaus                              |
| U-Bahn-Strecke (außer Betrieb) · U-Bahn-Haltepunkt / Haltestelle (Strecke außer Betrieb) |         | Stiftsplatz                          | Stiftsplatz                          |
| U-Bahn-Strecke nach links (außer Betrieb) · U-Bahn-Abzweig geradeaus und von rechts (Strecke außer Betrieb) |         |                                      |                                      |
| U-Bahn-Haltepunkt / Haltestelle (Strecke außer Betrieb) |         | Kennedyplatz                         | Kennedyplatz                         |
| U-Bahn-Haltepunkt / Haltestelle (Strecke außer Betrieb) |         | Messeplatz                           | Messeplatz                           |
| U-Bahn-Haltepunkt / Haltestelle (Strecke außer Betrieb) |         | Altenwoogstraße                      | Altenwoogstraße                      |
| U-Bahn-Kreuzung mit Eisenbahn geradeaus unten (Strecke geradeaus außer Betrieb) |         | Bahnstrecke Kaiserslautern–Enkenbach | Bahnstrecke Kaiserslautern–Enkenbach |
| U-Bahn-Haltepunkt / Haltestelle (Strecke außer Betrieb) |         | Donnersbergstraße                    | Donnersbergstraße                    |
| U-Bahn-Betriebs-/Güterbahnhof Streckenanfang und quer (Strecke außer Betrieb) · U-Bahn-Abzweig geradeaus, nach rechts und von rechts (Strecke außer Betrieb) |         | Depot Stiftswaldstraße               | Depot Stiftswaldstraße               |
| U-Bahn-Haltepunkt / Haltestelle (Strecke außer Betrieb) |         | Friedhof                             | Friedhof                             |
| U-Bahn-Bahnhof (Strecke außer Betrieb) |         | 23er Kaserne                         | 23er Kaserne                         |
| |         |                                      |                                      |
| U-Bahn-Strecke von links (außer Betrieb) · U-Bahn-Abzweig geradeaus und nach rechts (Strecke außer Betrieb) |         |                                      |                                      |
| U-Bahn-Haltepunkt / Haltestelle (Strecke außer Betrieb) · U-Bahn-Strecke (außer Betrieb) |         | Stiftswaldstraße                     | Stiftswaldstraße                     |
| U-Bahn-Kopfbahnhof Streckenende (Strecke außer Betrieb) · U-Bahn-Strecke (außer Betrieb) |         | Warmfreibad                          | Warmfreibad                          |
| U-Bahn-Haltepunkt / Haltestelle (Strecke außer Betrieb) |         | Daennerkaserne                       | Daennerkaserne                       |
| U-Bahn-Haltepunkt / Haltestelle (Strecke außer Betrieb) |         | Real-Multi-Markt                     | Real-Multi-Markt                     |
| U-Bahn-Haltepunkt / Haltestelle (Strecke außer Betrieb) |         | Abzweig Autobahn                     | Abzweig Autobahn                     |
| U-Bahn-Haltepunkt / Haltestelle (Strecke außer Betrieb) |         | Panzerkaserne West                   | Panzerkaserne West                   |
| U-Bahn-Kopfbahnhof Streckenende (Strecke außer Betrieb) |         | Panzerkaserne Ost                    | Panzerkaserne Ost                    |

Der Oberleitungsbus Kaiserslautern verkehrte von 1949 bis 1985 in der rheinland-pfälzischen Stadt Kaiserslautern. Betreibergesellschaft waren die Stadtwerke Kaiserslautern – Verkehrsbetriebe (SWK).

## Vorgeschichte
In Kaiserslautern wurde der öffentliche Personennahverkehr zunächst von der 1916 eröffneten Straßenbahn Kaiserslautern bedient, die auf insgesamt drei Linien verkehrte. Am 1. Juli 1935 ersetzte die Stadt Kaiserslautern die Straßenbahn jedoch durch ein Netz von fünf Omnibus-Linien. In den Jahren nach dem Zweiten Weltkrieg stieg das Verkehrsbedürfnis erheblich an und konnte mit dem Dieselbus nicht mehr befriedigt werden. Ein elektrischer Oberleitungsbus-Betrieb (Obus) – auch mit Busanhängern – sollte daher den öffentlichen Personennahverkehr auf der Ost-West-Hauptachse leistungsfähiger machen. Damit wollte man den Anforderungen einer Stadt von der Größe Kaiserslauterns, welches damals circa 60.000 Einwohner hatte, besser gerecht werden.

## Geschichte
Am 29. Oktober 1949 eröffneten die Stadtwerke die 7,5 Kilometer lange Obuslinie 1. Sie bediente als Durchmesserlinie die Hauptachse des Kaiserslauterer Nahverkehrs und führte vom westlichen Stadtteil Vogelweh kommend durch das Stadtzentrum bis zur 23er Kaserne im Osten der Stadt. Am Endpunkt Vogelweh entstand eine kreuzungsfreie Wendeschleife. Im folgenden Jahr konnte die Linie um 2,5 Kilometer bis zur Panzerkaserne am östlichen Stadtrand Kaiserslauterns verlängert werden. 1970 kam noch eine 600 Meter lange Zweigstrecke von der 23er Kaserne zum Warmfreibad hinzu. Diese wurde zunächst unter dem Liniensignal 3 bedient, später dann ebenfalls als Linie 1. Inklusive der 500 Meter langen Betriebsstrecke zum Depot war so eine gesamte Netzlänge von 11,1 Kilometern erreicht worden. Das Obus-Depot befand sich östlich der Strecke an der Stiftswaldstraße und diente zusätzlich auch den städtischen Omnibussen. Die Anlage besteht bis heute als Busdepot.

## Niedergang
Nach mehr als drei Jahrzehnten wurde die grundlegende Erneuerung von Oberleitungsanlagen und Fahrzeugen immer dringlicher, dennoch zeigte die Stadt Kaiserslautern nur geringes Interesse am Weiterbetrieb des Verkehrsmittels O-Bus. Als problematisch erwies sich insbesondere der überalterte und damit sehr wartungsintensive Fuhrpark. Zudem war der Wagenpark sehr inhomogen, dies verursachte eine aufwändige Ersatzteilbevorratung. Erschwerend kam hinzu, dass auf dem deutschen Markt damals mangels Bedarf keine serienmäßig hergestellten Oberleitungsbusse erhältlich waren, eine Ersatzbeschaffung wäre nur aus dem Ausland möglich gewesen. Damit wiederum wäre aber keine gemeinsame Ersatzteilbevorratung mit den auf den übrigen Stadtverkehrslinien eingesetzten Standard-Bussen möglich gewesen.
Ebenfalls ungünstig wirkte sich der Umsteigezwang für Fahrgäste von und nach Einsiedlerhof beziehungsweise Hohenecken aus. Bereits in der zweiten Hälfte der 1970er-Jahre prüfte man deshalb kurzzeitig den Einsatz von Duo-Bussen, sie sollten auf den Teilabschnitten Vogelweh–Einsiedlerhof (circa sechs Kilometer) und Vogelweh–Hohenecken (circa vier Kilometer) ohne Fahrleitung zum Einsatz kommen. Hierzu wurde der allererste Duo-Bus-Prototyp von Mercedes-Benz einen Tag lang in Kaiserslautern erprobt. Das Fahrzeug des Typs OE 302 war für Batterie- und Fahrleitungsbetrieb ausgerüstet und wurde von 1975 bis 1978 beim Oberleitungsbus Esslingen am Neckar getestet. In Kaiserslautern wurde das Konzept jedoch nicht weiterverfolgt. Anfang der 1980er-Jahre begann schließlich der Niedergang des Kaiserslauterer Oberleitungsbusses, ab diesem Zeitpunkt wurde der schwächere Wochenendverkehr komplett mit Dieselbussen abgewickelt.

## Einstellung
Am 25. November 1985 beschloss der Kaiserslauterer Stadtrat mit 28 Stimmen von SPD und Grünen gegen 24 Stimmen der CDU die Abkehr vom Obus. Als Gründe für die Abschaffung wurden vor allem die höheren Kosten des elektrischen Betriebs genannt, aber auch die ausgereiftere Dieseltechnologie und die höhere Flexibilität von Dieselbussen.
Noch am Tag, an welchem der Stadtrat die Betriebseinstellung beschloss, wurden die älteren Fahrzeuge abgestellt. Doch auch die neueren wurden schon zuvor nicht mehr instand gehalten, in den letzten Betriebsmonaten konnten deshalb auch wochentags nicht mehr alle neun Kurse der Linie 1 elektrisch bedient werden. Fehlende Oberleitungsbusse wurden vorzeitig durch Dieselbusse ersetzt. Letzter Betriebstag war Samstag, der 30. November 1985. An diesem Tag erfolgte auch die Abschaltung der Oberleitung, seither verkehren in Kaiserslautern ausschließlich Dieselbusse. Darunter in der Anfangszeit auch geliehene Fahrzeuge aus anderen Städten, weil aufgrund der kurzfristigen Umstellung noch nicht genug eigene Dieselbusse zur Verfügung standen.
Der Oberleitungsbus Kaiserslautern konnte sich dabei im Vergleich zu den anderen westdeutschen Betrieben jedoch vergleichsweise lange halten. Neben den Betrieben in Esslingen am Neckar und in Solingen, die auch heute noch fahren, war Kaiserslautern von einstmals über sechzig parallel existierenden Unternehmen der drittletzte klassische Obus-Betrieb in der alten Bundesrepublik Deutschland. Hinzu kommt Eberswalde in Brandenburg. Darüber hinaus existierte von 1983 bis 1995 ein Duo-Bus-Versuchsbetrieb in Essen.

### Überreste
In einigen Straßenzügen, insbesondere entlang der Pariser Straße und Berliner Straße, sowie im Bereich der Gartenschau sind heute nach wie vor die Fahrleitungsmasten zu sehen. An ihnen ist nun die Straßenbeleuchtung befestigt.

## Fahrzeuge

### Beschaffungen im Laufe der Jahre
Mitte der 1950er-Jahre waren elf O-Busse verschiedener Hersteller und neun Anhänger der Kässbohrer Fahrzeugwerke im Einsatz. Als die Benutzung von Anhängern zum 1. Juli 1960 gemäß StVZO gesetzlich verboten wurde, beschafften die Stadtwerke 1962 erstmals einen Gelenkwagen vom Typ Henschel 160 OSL-G. Dieser Fahrzeugtyp war als neuer Standardtyp vorgesehen, jedoch beendete Henschel 1963 kurzfristig die Produktion von Oberleitungsbussen, so dass dieser Plan nicht verwirklicht werden konnte. Stattdessen beschaffte man etwas später Gebrauchtfahrzeuge von den aufgelassenen Betrieben in Gießen (1968), Trier (1970), vom Oberleitungsbus Bonn (1971), vom Oberleitungsbus Offenbach am Main (1973) und vom Oberleitungsbus Aachen (1974). 
Dennoch folgten 1974 noch zwei fabrikneue Gelenkwagen des Typs MAN SG 192, sie waren die ersten Oberleitungsbusse auf Basis des Standard-Busses überhaupt.
Weil damals in Deutschland keine serienmäßigen O-Busse erhältlich waren, entschloss man sich Ende der 1970er Jahre zu einer Notlösung. 1978 entstand in den eigenen Werkstätten der Stadtwerke Kaiserslautern O-Bus 135, Spenderfahrzeug war der bereits 1970 beschaffte konventionelle Omnibus mit der Betriebsnummer 65 des Typs Mercedes-Benz O 305. Dieser Wagen entstand somit, noch bevor Mercedes-Benz ab 1979 selbst Oberleitungsbusse auf Basis des Standard-Busses herstellte. Es blieb jedoch bei diesem einen Umbau, weitere Fahrzeuge wurden nicht umgerüstet. 
An Dienstfahrzeugen existierte zum einen ein Turmwagen mit der Betriebsnummer 310 (Typ S3500, Baujahr 1955, Fahrgestellnummer 190306/14) von Magirus-Deutz, dieses Fahrzeug diente für Revisionsarbeiten an der Oberleitung. Zum anderen ein etwas modernerer Magirus-Deutz-LKW der als Fahrleitungs-Enteisungswagen verwendet wurde (mit eigens hierfür angebrachten Stromabnehmern), ansonsten diente er als Abschleppwagen für liegengebliebene O-Busse.
In der folgenden Tabelle sind alle jemals in Kaiserslautern vorhandenen O-Busse (ohne Anhänger) aufgeführt. Noch erhaltene Wagen sind grau hinterlegt:
| Nr. | Hersteller            | Elektrik     | Baujahr | Typ            | Art    | Bemerkungen |
| --- | --------------------- | ------------ | ------- | -------------- | ------ | --- |
| 101 | Daimler-Benz          | SSW          | 1948    | O 5000 O       | Solo   | ausgemustert am 17. November 1969, heute Museumsfahrzeug der Stadtwerke Kaiserslautern                                      |
| 102 | Daimler-Benz          | SSW          | 1949    | O 5000 O       | Solo   | |
| 103 | MAN                   | SSW          | 1949    | MKE 1          | Solo   | |
| 104 | MAN                   | SSW          | 1949    | MKE 1          | Solo   | |
| 105 | MAN                   | SSW          | 1951    | MKE 1          | Solo   | |
| 106 | MAN / Kässbohrer      | SSW          | 1951    | MKE 2          | Solo   | |
| 107 | Daimler-Benz          | SSW          | 1953    | O 6600 T       | Solo   | 1980 zum HSM |
| 108 | Henschel / Uerdingen  | Kiepe        | 1953    | ÜHIIIs         | Solo   | |
| 109 | MAN / Rathgeber       | SSW          | 1953    | HEC 1          | Solo   | |
| 110 | Henschel / Uerdingen  | Kiepe        | 1955    | ÜHIIIs         | Solo   | zunächst zum HSM, später verschrottet                                                                                       |
| 111 | Henschel / Uerdingen  | SSW          | 1956    | ÜHIIIs         | Solo   | 1977 zum HSM |
| 112 | Henschel / Kässbohrer | SSW          | 1959    | 562e           | Gelenk | |
| 113 | Henschel / Kässbohrer | Kiepe        | 1961    | 562e           | Gelenk | |
| 114 | Henschel / Kässbohrer | Kiepe        | 1961    | 562e           | Gelenk | |
| 115 | Henschel              | Kiepe        | 1962    | HS 160 OSL-G   | Gelenk | 1985 verschrottet |
| 116 | Büssing / Emmelmann   | SSW          | 1964    | Präsident      | Gelenk | zunächst als weiterer Kaiserslauterer Museumswagen vorgesehen, 1998 an einen Schrotthändler verkauft                        |
| 117 | Büssing / Emmelmann   | SSW          | 1964    | Präsident      | Gelenk | |
| 118 | Büssing / Emmelmann   | SSW          | 1966    | Präsident      | Gelenk | zunächst zum HSM, später verschrottet                                                                                       |
| 119 | Büssing / Emmelmann   | SSW          | 1966    | Präsident      | Gelenk | |
| 120 | Büssing / Emmelmann   | SSW          | 1963    | Präsident      | Gelenk | 1968 von Gießen (ex 25), 1985 oder 1986 zum HSM                                                                             |
| 121 | Büssing / Emmelmann   | SSW          | 1963    | Präsident      | Gelenk | 1968 von Gießen (ex 26), 1986 zum Oberleitungsbus Kapfenberg, dort als Ersatzteilspender verschrottet                       |
| 122 | MAN / Vetter          | Kiepe        | 1974    | SG 192         | Gelenk | |
| 123 | MAN / Vetter          | Kiepe        | 1974    | SG 192         | Gelenk | |
| 124 | MAN / Kässbohrer      | Kiepe        | 1959    | 610 FEC 1      | Gelenk | 1972 von den Stadtwerken Trier (ex 22), 1976 abgestellt                                                                     |
| 125 | MAN / Kässbohrer      | Kiepe        | 1959    | 610 FEC 1      | Gelenk | 1972 von den Stadtwerken Trier (ex 23; ex 25 – diente für die Fahrzeuge 124 und 125 als Ersatzteilspender), 1976 abgestellt |
| 126 | Büssing / Ludewig     | Kiepe        | 1963    | Präsident 14 R | Solo   | 1973 von Offenbach (ex 55), 1985 zurück nach Offenbach, heute im Verkehrsmuseum Frankfurt am Main                           |
| 127 | Büssing / Ludewig     | Kiepe        | 1964    | Präsident 14 R | Solo   | 1973 von Offenbach (ex 56), 1985 verschrottet                                                                               |
| 128 | Büssing / Uerdingen   | Kiepe        | 1958    | ÜB IV s        | Solo   | 1973 von Offenbach (ex 68)                                                                                                  |
| 129 | Büssing / Vetter      | Kiepe        | 1963    | Senator 13 R   | Gelenk | 1973 von Offenbach (ex 88)                                                                                                  |
| 130 | Büssing / Vetter      | Kiepe        | 1963    | Senator 13 R   | Gelenk | 1973 von Offenbach (ex 89)                                                                                                  |
| 131 | Büssing / Vetter      | Kiepe        | 1964    | Senator 13 R   | Gelenk | 1973 von Offenbach (ex 90)                                                                                                  |
| 132 | Henschel              | Kiepe        | 1961    | HS 160 OSL-G   | Gelenk | 1974 von Aachen (ex 35), 1968 von Siegen (ex 67)                                                                            |
| 133 | Henschel              | Kiepe        | 1961    | HS 160 OSL-G   | Gelenk | 1974 von Aachen (ex 36), 1968 von Siegen (ex 68)                                                                            |
| 134 | Henschel              | Kiepe        | 1961    | HS 160 OSL-G   | Gelenk | 1974 von Aachen (ex 37), 1968 von Siegen (ex 69)                                                                            |
| 135 | Daimler-Benz          | Kiepe        | 1970    | O 305 T        | Solo   | 1978 Eigenumbau zum Obus, 1985 zum East Anglia Transport Museum                                                             |
| 136 | Daimler-Benz          | BBC-Sécheron | 1982    | O 305 GT       | Gelenk | im April 1986 zum Trolleybus Basel (neu 921), im Februar 2000 nach Brașov (921), 2003 ausgemustert, 2005 verschrottet       |
| 137 | Daimler-Benz          | BBC-Sécheron | 1983    | O 305 GT       | Gelenk | im April 1986 zum Trolleybus Basel (neu 922), im Februar 2000 nach Brașov (922), im November 2009 ausgemustert              |

Außerdem gab der 1971 eingestellte Obus-Betrieb in Bonn schon 1970 seine beiden Wagen 221 und 222 nach Kaiserslautern ab. Die beiden Fahrzeuge vom Typ ÜHIIIs dienten als Ersatzteilspender für die gleichartigen Wagen 108, 110 und 111.

### Verbleib der Fahrzeuge

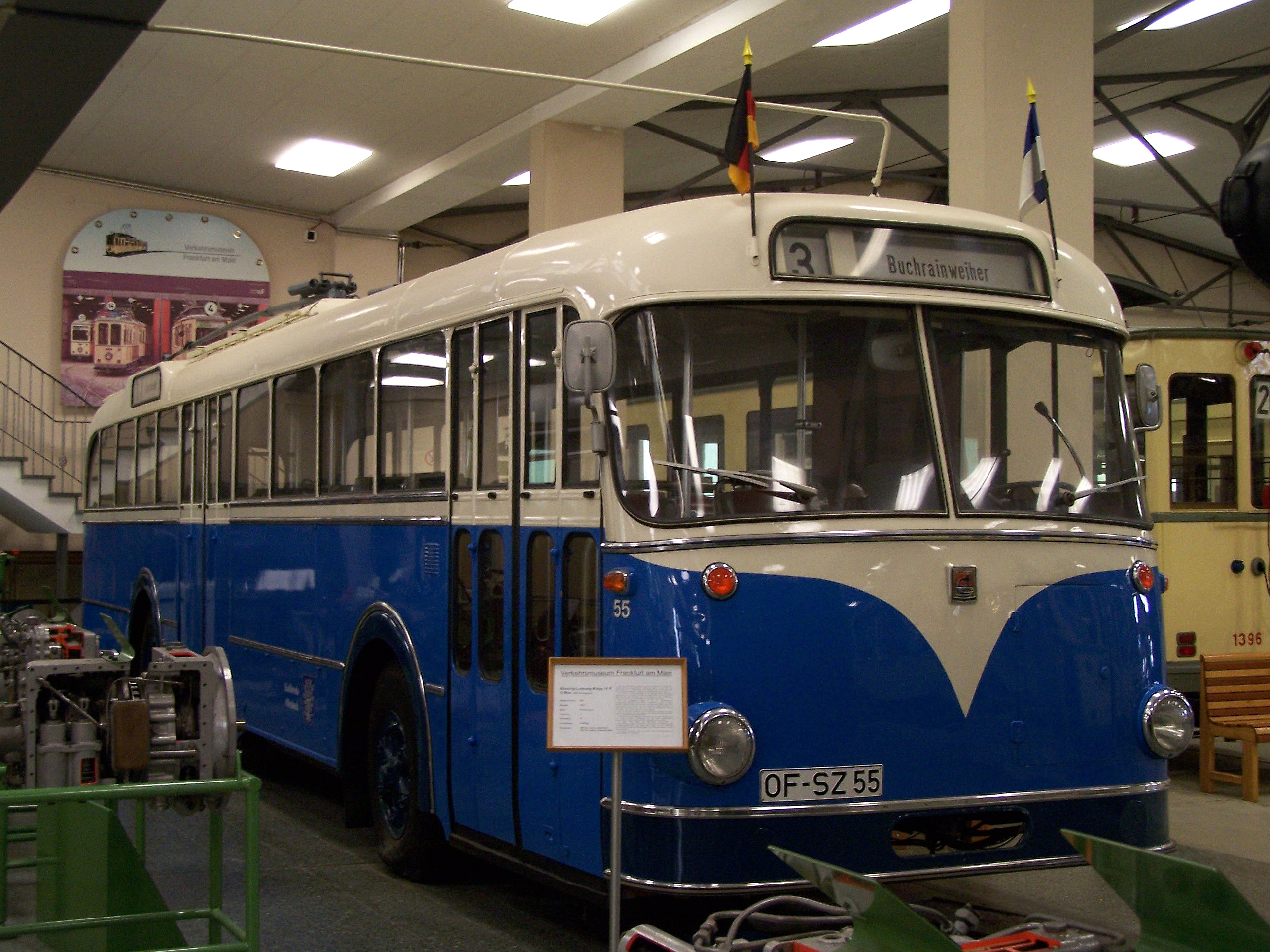
Der ehemalige Obus 126 (ex Offenbach 55) im Verkehrsmuseum Frankfurt am Main

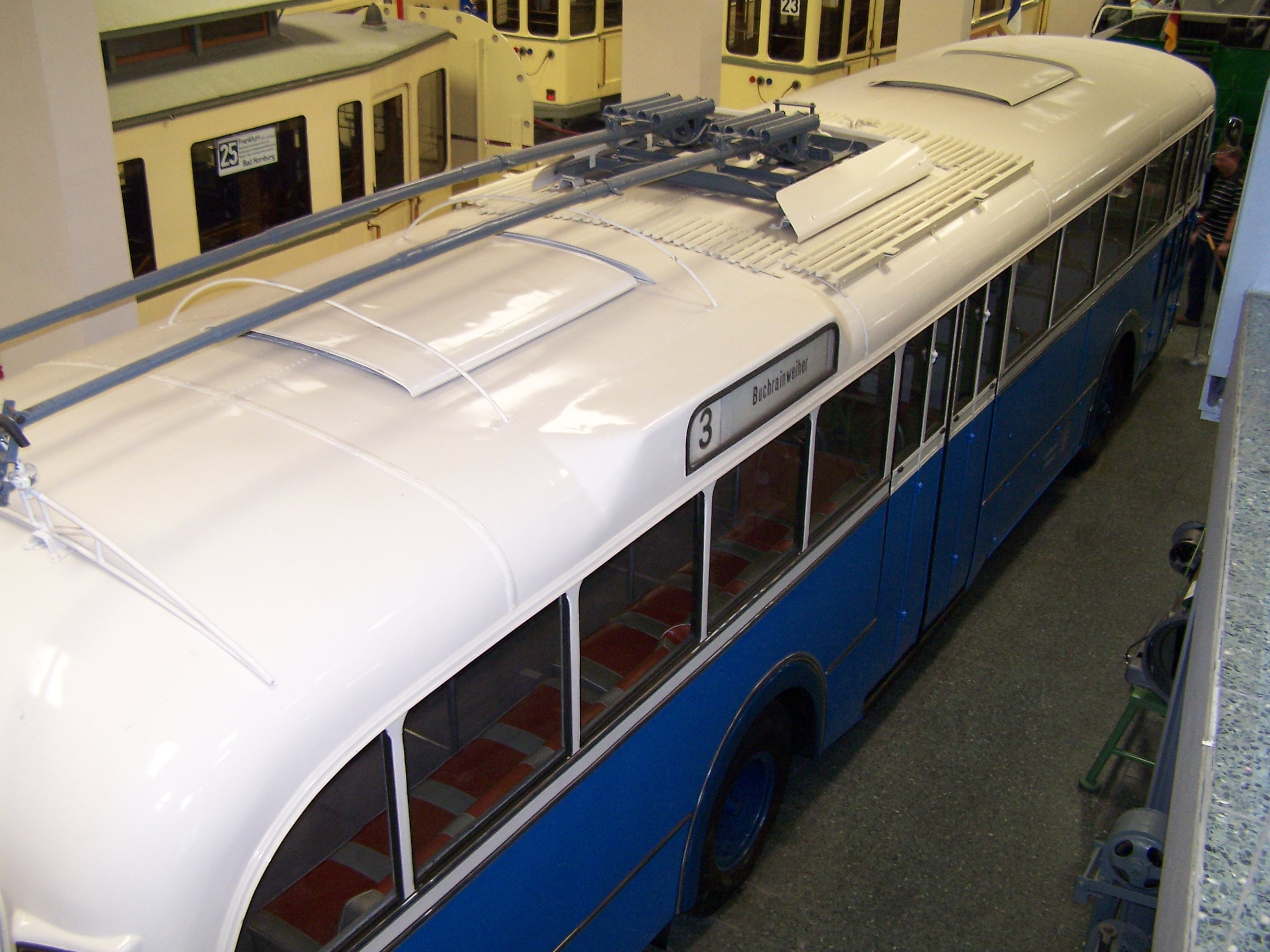
Der Museumswagen von oben

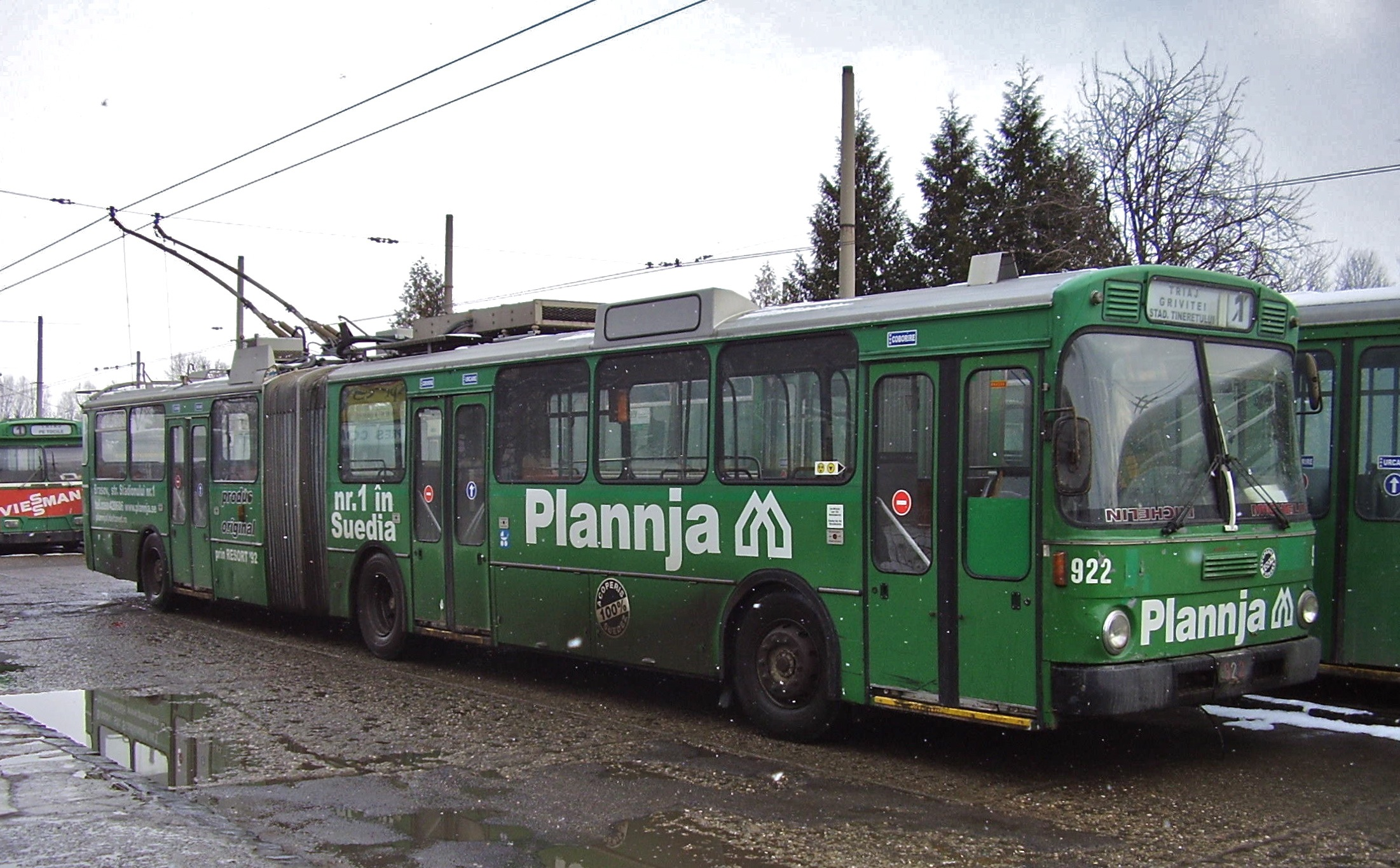
Der ehemalige Obus 137 in Basler Lackierung in Brașov

Nach der Betriebseinstellung konnten lediglich die beiden neuwertigen Wagen 136 und 137 – damals gerade einmal drei beziehungsweise zwei Jahre alt – verkauft werden, sie gingen an die Basler Verkehrs-Betriebe (BVB). Die beiden Gelenkwagen wurden am 2. April 1986 auf die Eisenbahn verladen und wurden ab Herbst 1986 in Basel eingesetzt. Von dort aus gelangten sie im Februar 2000 nach Brașov in Rumänien. Wagen 136 wurde dort Anfang 2005 ausgemustert und mittlerweile verschrottet, während Wagen 137 als letzter Kaiserslauterer Obus bis 2009 im planmäßigen Einsatz stand. Ferner konnte Wagen 121 an die Mürztaler Verkehrs Gesellschaft als Ersatzteilspender abgegeben werden.
Neun weitere Wagen blieben zunächst museal erhalten, davon sind sechs bis heute vorhanden, der Rest wurde hingegen verschrottet. Darüber hinaus wurde dem O-Bus Museum Solingen e. V. im Frühjahr 2002 der ehemalige Turmwagen als Dauerleihgabe überlassen.